# Campionati del mondo di atletica leggera 2023 - 400 metri ostacoli femminili
La specialità dei 400 metri ostacoli femminili dei Campionati del mondo di atletica leggera 2023 si è svolta tra il 21 e il 24 agosto al Centro nazionale di atletica leggera di Budapest, in Ungheria.

## Podio
| Pos.    | Atleta          | Nazionalità | Tempo |
| ------- | --------------- | ----------- | ----- |
| Oro     | Femke Bol       | Paesi Bassi | 51"70 |
| Argento | Shamier Little  | Stati Uniti | 52"80 |
| Bronzo  | Rushell Clayton | Giamaica    | 52"81 |

## Situazione pre-gara

### Record
Prima di questa competizione, il record del mondo (RM) e il record dei campionati (RC) erano i seguenti.
| Record | Prestazione | Atleta                        | Data                               | Competizione  |
| ------ | ----------- | ----------------------------- | ---------------------------------- | ------------- |
|        | 50"68       | Sydney McLaughlin Stati Uniti | 22 luglio 2022 Eugene, Stati Uniti | Mondiali 2022 |
|        | 50"68       | Sydney McLaughlin Stati Uniti | 22 luglio 2022 Eugene, Stati Uniti | Mondiali 2022 |

### Campioni in carica
I campioni in carica a livello mondiale e olimpico erano:
| Campione | Atleta                        | Prestazione | Data                                         | Competizione         |
| -------- | ----------------------------- | ----------- | -------------------------------------------- | -------------------- |
| Olimpico | Sydney McLaughlin Stati Uniti | 51"46       | 4 agosto 2021 Tokyo, Giappone                | Giochi olimpici 2021 |
| Mondiale | Sydney McLaughlin Stati Uniti | 52"16       | 22 luglio 2022 Eugene, Stati Uniti d'America | Mondiali 2022        |

### La stagione
Prima di questa gara, gli atleti con le migliori tre prestazioni dell'anno erano:
| Pos. | Atleta                     | Prestazione | Data                                                 |
| ---- | -------------------------- | ----------- | ---------------------------------------------------- |
| 1    | Femke Bol Paesi Bassi      | 51"45       | 23 luglio 2023 Londra, Regno Unito                   |
| 2    | Britton Wilson Stati Uniti | 53"23       | 14 aprile 2023 Gainesville FL, Stati Uniti d'America |
| 3    | Andrenette Knight Giamaica | 53"26       | 18 luglio 2023 Székesfehérvár, Ungheria              |

## Risultati

### Batterie
Le prime 4 di ogni batteria (Q) e i 4 tempi migliori tra le escluse (q) si qualificano alle semifinali.
| Pos. | Gruppo | Atleta                 | Nazionalità    | Tempo   | Note                                     |
| ---- | ------ | ---------------------- | -------------- | ------- | ---------------------------------------- |
| 1    | 4      | Femke Bol              | Paesi Bassi    | 53.39   | Q                                        |
| 2    | 3      | Kemi Adekoya           | Bahrein        | 53.56   | Q                                        |
| 3    | 1      | Rushell Clayton        | Giamaica       | 53.97   | Q                                        |
| 4    | 3      | Andrenette Knight      | Giamaica       | 54.21   | Q                                        |
| 5    | 1      | Dalilah Muhammad       | Stati Uniti    | 54.21   | Q                                        |
| 6    | 5      | Jessie Knight          | Gran Bretagna  | 54.27   | Q                                        |
| 7    | 3      | Ayomide Folorunso      | Italia         | 54.30   | Q                                        |
| 8    | 5      | Shamier Little         | Stati Uniti    | 54.40   | Q                                        |
| 9    | 1      | Carolina Krafzik       | Germania       | 54.53   | Q                                        |
| 10   | 2      | Janieve Russell        | Giamaica       | 54.53   | Q                                        |
| 11   | 1      | Viivi Lehikoinen       | Finlandia      | 54.65   | Q                                        |
| 12   | 2      | Anna Cockrell          | Stati Uniti    | 54.68   | Q                                        |
| 13   | 5      | Anna Ryzhykova         | Ucraina        | 54.70   | Q                                        |
| 14   | 1      | Rebecca Sartori        | Italia         | 54.82   | q                                        |
| 15   | 3      | Cathelijn Peeters      | Paesi Bassi    | 54.95   | Q                                        |
| 16   | 4      | Viktoriya Tkachuk      | Ucraina        | 55.05   | Q                                        |
| 17   | 5      | Nikoleta Jíchová       | Rep. Ceca      | 55.10   | Q                                        |
| 18   | 4      | Hanne Claes            | Belgio         | 55.13   | Q                                        |
| 19   | 5      | Noura Ennadi           | Marocco        | 55.21   | q                                        |
| 20   | 3      | Zenéy van der Walt     | Sudafrica      | 55.21   | q                                        |
| 21   | 4      | Line Kloster           | Norvegia       | 55.23   | Q                                        |
| 22   | 4      | Eileen Demes           | Germania       | 55.29   | q                                        |
| 23   | 2      | Gianna Woodruff        | Panama         | 55.31   | Q                                        |
| 24   | 4      | Sarah Carli            | Australia      | 55.76   |                                          |
| 25   | 2      | Savannah Sutherland    | Canada         | 55.85   | Q                                        |
| 26   | 4      | Fatoumata Binta Diallo | Portogallo     | 56.03   |                                          |
| 27   | 1      | Yasmin Giger           | Svizzera       | 56.16   |                                          |
| 28   | 5      | Dimitra Gnafaki        | Grecia         | 56.18   | Miglior prestazione personale stagionale |
| 29   | 5      | Brooke Overholt        | Canada         | 56.20   |                                          |
| 30   | 1      | Janka Molnár           | Ungheria       | 56.21   |                                          |
| 31   | 2      | Chayenne da Silva      | Brasile        | 56.25   |                                          |
| 32   | 2      | Eleonora Marchiando    | Italia         | 56.27   |                                          |
| 33   | 3      | Zuran Hechavarría      | Cuba           | 56.43   |                                          |
| 34   | 3      | Moa Granat             | Svezia         | 56.61   |                                          |
| 35   | 2      | Robyn Brown            | Filippine      | 56.83   |                                          |
| 36   | 5      | Agata Zupin            | Slovenia       | 57.62   |                                          |
| 37   | 2      | Ami Yamamoto           | Giappone       | 57.76   |                                          |
| 38   | 3      | Lena Pressler          | Austria        | 57.90   |                                          |
| 39   | 4      | Eri Utsunomiya         | Giappone       | 57.98   |                                          |
| 40   | 4      | Yanique Haye-Smith     | Turks e Caicos | 1:00.08 |                                          |
| 41   | 1      | Portia Bing            | Nuova Zelanda  | 1:06.97 |                                          |

### Semifinali
La semifinale si è svolta il 23 agosto 2023 e le 24 atlete qualificate sono state suddivise in 3 gruppi. 
Le prime 2 di ogni semifinale (Q) e i 2 tempi migliori tra le escluse (q) si qualificano alla finale.
| Pos. | Gruppo | Atleta              | Nazionalità   | Tempo | Note                                     |
| ---- | ------ | ------------------- | ------------- | ----- | ---------------------------------------- |
| 1    | 3      | Shamier Little      | Stati Uniti   | 52.81 | Q                                        |
| 2    | 2      | Femke Bol           | Paesi Bassi   | 52.95 | Q                                        |
| 3    | 1      | Rushell Clayton     | Giamaica      | 53.30 | Q                                        |
| 4    | 3      | Kemi Adekoya        | Bahrein       | 53.39 | Q                                        |
| 5    | 1      | Anna Cockrell       | Stati Uniti   | 53.63 | Q                                        |
| 6    | 3      | Janieve Russell     | Giamaica      | 53.69 | q                                        |
| 7    | 2      | Andrenette Knight   | Giamaica      | 53.72 | Q                                        |
| 8    | 3      | Ayomide Folorunso   | Italia        | 53.89 | q                                        |
| 9    | 2      | Dalilah Muhammad    | Stati Uniti   | 54.19 |                                          |
| 10   | 2      | Anna Ryzhykova      | Ucraina       | 54.42 | Miglior prestazione personale stagionale |
| 11   | 1      | Viivi Lehikoinen    | Finlandia     | 54.48 |                                          |
| 12   | 1      | Jessie Knight       | Gran Bretagna | 54.51 |                                          |
| 13   | 2      | Carolina Krafzik    | Germania      | 54.58 |                                          |
| 14   | 3      | Cathelijn Peeters   | Paesi Bassi   | 54.63 |                                          |
| 15   | 1      | Gianna Woodruff     | Panama        | 54.71 |                                          |
| 16   | 3      | Savannah Sutherland | Canada        | 54.99 |                                          |
| 17   | 2      | Nikoleta Jíchová    | Rep. Ceca     | 55.01 |                                          |
| 18   | 1      | Noura Ennadi        | Marocco       | 55.15 |                                          |
| 19   | 1      | Viktoriya Tkachuk   | Ucraina       | 55.43 |                                          |
| 20   | 2      | Line Kloster        | Norvegia      | 55.43 |                                          |
| 21   | 2      | Zenéy van der Walt  | Sudafrica     | 55.49 |                                          |
| 22   | 1      | Rebecca Sartori     | Italia        | 55.98 |                                          |
| 23   | 3      | Hanne Claes         | Belgio        | 56.06 |                                          |
| 24   | 3      | Eileen Demes        | Germania      | 56.71 |                                          |

### Finale

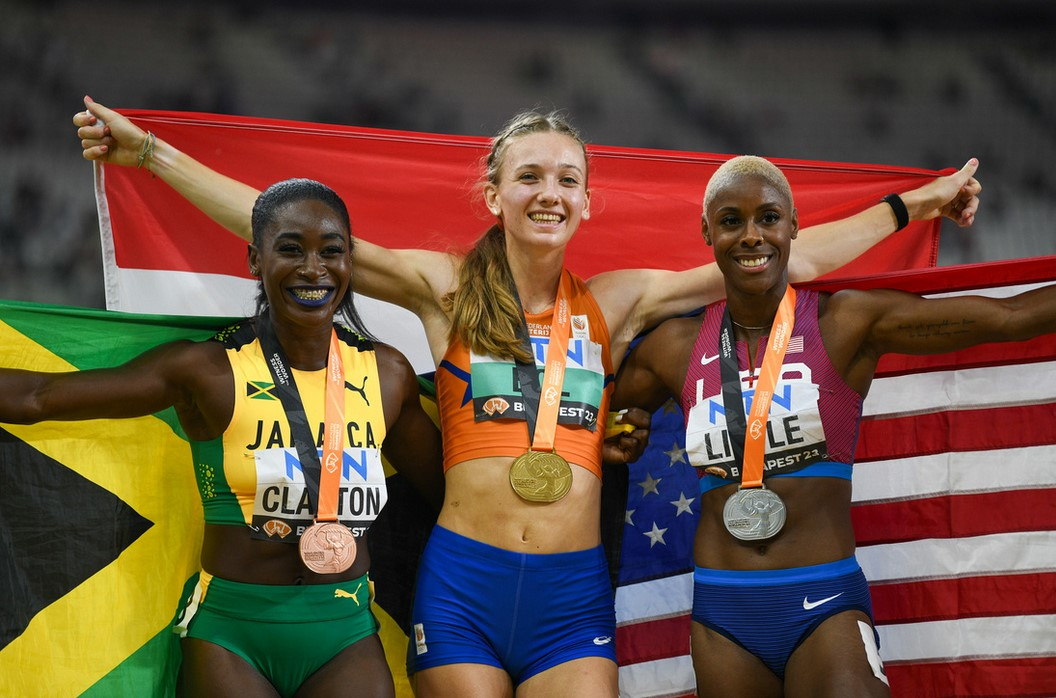
Le medagliate Rushell Clayton, Femke Bol e Shamier Little festeggianti.

| Pos.    | Atleta            | Nazionalità | Tempo | Note                                     |
| ------- | ----------------- | ----------- | ----- | ---------------------------------------- |
| Oro     | Femke Bol         | Paesi Bassi | 51"70 |                                          |
| Argento | Shamier Little    | Stati Uniti | 52"80 | Miglior prestazione personale stagionale |
| Bronzo  | Rushell Clayton   | Giamaica    | 52"81 | Miglior prestazione personale            |
| 4       | Kemi Adekoya      | Bahrein     | 53.09 |                                          |
| 5       | Anna Cockrell     | Stati Uniti | 53.34 | Miglior prestazione personale            |
| 6       | Ayomide Folorunso | Italia      | 54.19 |                                          |
| 7       | Janieve Russell   | Giamaica    | 54.28 |                                          |
| 8       | Andrenette Knight | Giamaica    | 55.20 |                                          |